# Vnitřně vysídlená osoba

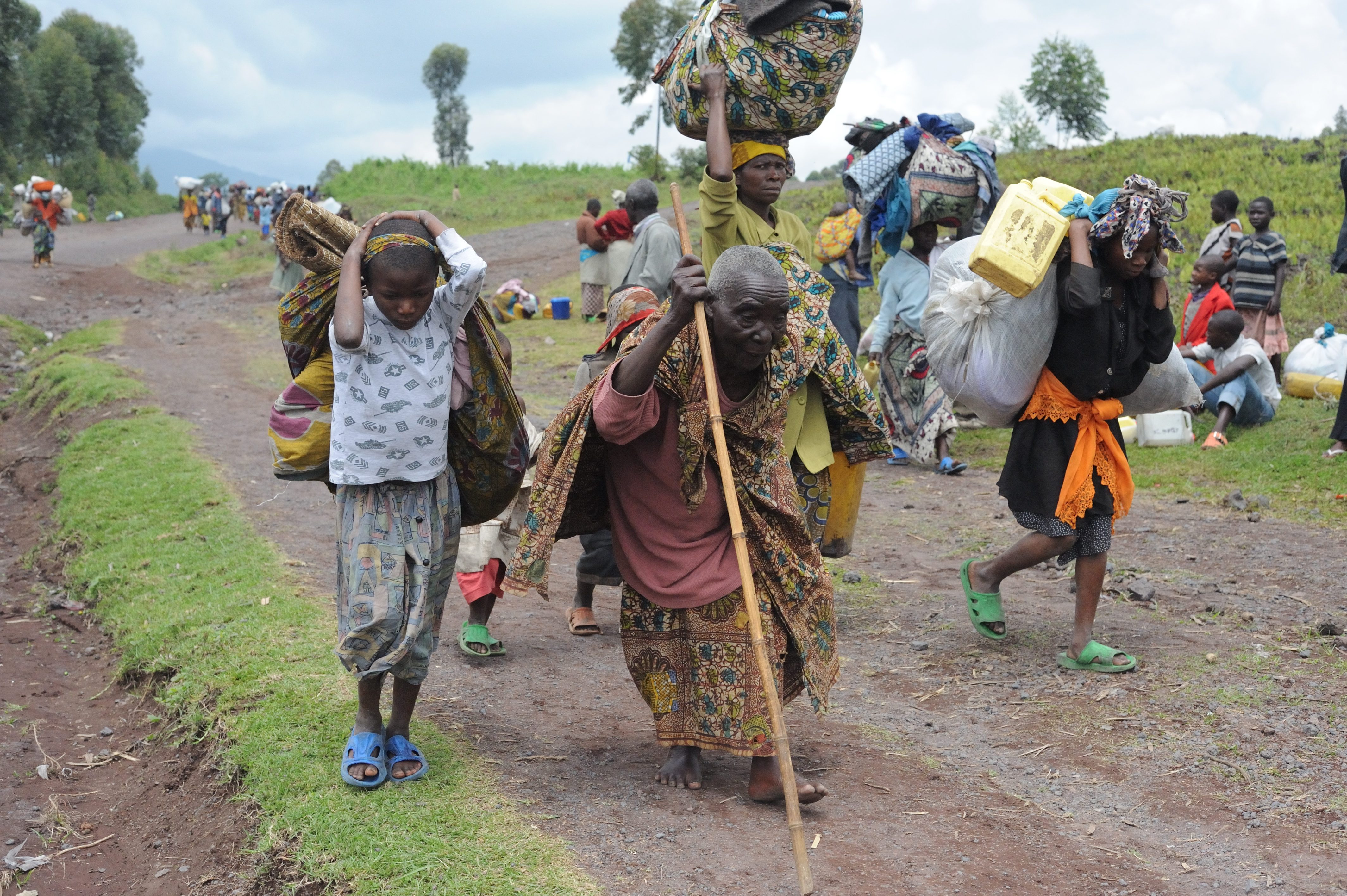
Vesničané prchají před střelbou v táboře pro vnitřně vysídlené osoby

Vnitřně vysídlená osoba (VVO) je ten, kdo je nucen uprchnout ze svého domova, ale zároveň zůstává v hranicích své země. Často se tyto osoby nazývají uprchlíci, i když nespadají do právní definice uprchlíka.
Odhaduje se, že na konci roku 2014 bylo 38,2 milionu vnitřně vysídlených osob po celém světě, což je nejvyšší číslo od roku 1989, první rok, pro který jsou globální statistiky o vnitřně vysídlených osobách k dispozici. Země s největším počtem VVO jsou Sýrie (7,6 milionu), Kolumbie (6 mil.), Irák (3,6 milionu), Demokratická republika Kongo (2,8 milionu), Súdán (2,2 milionu), Jižní Súdán (1,6 milionu), Pákistán (1,4 milionu), Nigérie (1,2 milionu) a Somálsko (1,1 milionu).

## Definice
Zatímco termín „uprchlík“ má jednoznačnou právní definici podle Úmluvy o právním postavení uprchlíků, pro vnitřně vysídlené osoby (VVO) neexistuje univerzální právní definice. Nicméně zpráva OSN, Hlavní zásady týkající se vnitřního vysídlení, používá definici: 
„osoby nebo skupiny osob, které byly nuceny nebo jsou nuceny uprchnout, nebo opustit své domovy nebo místa svého obvyklého pobytu, zejména v důsledku nebo ve snaze vyhnout se důsledkům ozbrojeného konfliktu, situacím obecného násilí, porušování lidských práv nebo přírodních či lidmi způsobených katastrof, a které nepřekročily mezinárodně uznávanou státní hranici.“
Zatímco výše uvedená definice zdůrazňuje dva důležité prvky vnitřního vysídlení (donucování a domácí/vnitrostátní pohyb), je důležité si uvědomit, že spíše než striktní definici nabízejí Hlavní zásady „popisné určení kategorie osob, jejichž potřeby jsou relevantní pro Hlavní zásady“. Proto dokument „záměrně volil spíše pružnost než právní přesnost“ jako slova „zejména“, ukazují, že seznam důvodů pro vysídlení není vyčerpávající. Nicméně Erin Mooney poukazuje na to, že „globální statistiky týkající se vnitřního vysidlování obecně počítají pouze VVO vysídlené kvůli konfliktu nebo porušování lidských práv. Navíc nedávná studie doporučila, aby byla definice VVO vymezena úžeji tak, že by se vztahovala pouze na osoby vysídlené násilím.“ Přesto však mnozí považují VVO za ty, kteří by byli definováni jako uprchlíci, pokud by překročili mezinárodní hranice, termín uprchlík je tak používán i pro vnitřně vysídlené osoby.

## Populace vnitřně vysídlených osob
Je velmi obtížné získat přesné údaje o vnitřně vysídlených osobách, protože populace nejsou konstantní. VVO se mohou vracet domů, zatímco jiní prchají a někteří se mohou pravidelně do táborů pro VVO pro humanitární pomoc. V případech VVO ve velkých táborech jako jsou ty v Dárfúru a západním Súdánu jsou odhady relativně spolehlivé. Je ale velmi obtížné posoudit počty těch, kteří utíkají do větších obcí a měst. Je tedy v mnoha případech nutné doplnit oficiální údaje o dodatečné informace získané z provozu humanitárních organizací v dané zemi. Číslo 24,5 milionů musí tedy být bráno jako odhad. Navíc, většina oficiální zdrojů zahrnují pouze ty vysídlené v důsledku konfliktů nebo přírodních katastrof. Odhaduje se, že mezi 70 a 80 procenty všech VVO jsou ženy a děti.
50% vnitřně vysídlených osob a uprchlíků byli v městských oblastech v roce 2010, mnoho z nich v dlouhodobém vysídlení s malou šancí, že se někdy vrátí domů. Studie z roku 2013 zjistila, že těmto dlouhodobým městským vysídlením nebyla dána odpovídající pozornost, jelikož se mezinárodní podpora historicky soustředila na venkovské vysídlení. 

## Ochrana a pomoc
Problém ochrany a pomoci vnitřně vysídleným osobám není nový problém. V mezinárodním právu je to odpovědnost dotčené vlády poskytnout pomoc a ochranu VVO v jejich zemi. Nicméně jelikož mnoho z VVO jsou vysídleni kvůli civilnímu konfliktu a násilí nebo pokud orgán ústřední státní je na pochybách, často neexistuje žádný místní orgán ochoten poskytnout pomoc a ochranu. Odhaduje se, že přibližně 5 milionů VVO v 11 zemích žijí „bez jakékoli významné humanitární pomoc od svých vlád.
“
Neexistuje žádná mezinárodní humanitární instituce, jejíž hlavní účel je poskytovat ochranu a pomoc jak uprchlíkům tak i vnitřně vysídleným. Řada organizací v konkrétních případech vyplnilo tuto mezeru.

### Úřad Vysokého komisaře OSN pro uprchlíky (UNHCR)
Úřad Vysokého Komisaře Organizace spojených národů pro uprchlíky (UNHCR) byl pověřen podle Usnesení Valného shromáždění 428 (V) ze dne 14. prosince 1950, aby „vedl a koordinoval mezinárodní akce na ochranu uprchlíků a řešení problémů uprchlíků po celém světě....podle Úmluvy o právním postavení uprchlíků a jejím protokolu z roku 1967.“ UNHCR tradičně tvrdil, že to nemá „v obecné kompetenci VVO“, i když již od roku 1972 měl programy pro VVO. Nicméně, v případech, kde existuje zvláštní požadavek Generálního tajemníka OSN a souhlas dotčeného státu, byl UNHCR ochoten poskytnout pomoc v dané případě. V roce 2005 pomáhal 5,6 milionu VVO (z více celkového počtu 25 milionů), ale jen asi 1,1 milionů v Africe.
V roce 2005 UNHCR podepsala dohodu s dalšími humanitárními agenturami. „Podle této dohody, UNHCR bude mít hlavní odpovědnost za ochranu, nouzové přístřeší a řízení táborů pro vnitřně vysídlené osoby.“

### Mezinárodní výbor Červeného kříže
Mezinárodní výbor Červeného kříže má mandát zajistit uplatňování mezinárodního humanitárního práva vzhledem k civilistům v ozbrojených konfliktech. MVČK obvykle nerozlišuje mezi civilisty, kteří jsou vnitřně vysídlení a těmi, kteří zůstávají ve svých domovech. 

## Právo na návrat
V tzv. „post-konfliktních“ situacích bylo tradičně doporučováno mezinárodnímu společenství, aby usilovalo o návrat k předválečnému statusu quo. Nicméně názory se postupně mění, protože násilný konflikt ničí politické, ekonomické a sociální struktury a často nevratně. Navíc návrat k předválečnému statusu quo může být nežádoucí, pokud předválečné struktury byly příčinou konfliktu nebo bránily jeho včasnému řešení. Právo VVO a uprchlíků na návrat může představovat jeden z nejsložitějších aspektů této problematiky.